# Ralph Ince
Ralph Waldo Ince (Boston, 16 januari 1887 – Londen, 10 april 1937) was een Amerikaans acteur, regisseur en scenarioschrijver wiens carrière startte aan het begin van het tijdperk van de stomme film.

## Biografie
Ralph Ince werd geboren in Boston (Massachusetts) als jongste zoon van Engelse immigranten John en Emma Ince. Enige tijd na zijn geboorte verhuisde Ince naar Manhattan, waar het hele gezin in de theaterwereld werkte: zijn vader als muziekagent en zijn moeder, zus Bertha en broers John en Thomas als acteurs. Ralph Ince studeerde kunst bij cartoonist Dan McCarthy en werkte een tijdje als cartoonist voor de krant New York World en later als illustrator voor de tijdschriften New York Mirror en The Evening Telegram. Tijdens zijn carrière als acteur en regisseur bleef Ince cartoons leveren aan populaire tijdschriften van die tijd. Vroeg in zijn carrière was Ince lid van het acteergezelschap van Richard Mansfield en speelde hij rollen in toneelstukken zoals The College Widow en Ben-Hur.
Rond 1906 werd Ince animator in de opkomende filmindustrie, waar hij werkte voor Winsor McCay, maar al snel ging hij acteren en sloot hij zich aan bij Vitagraph Studios, waar hij bekend werd door zijn vertolkingen van Abraham Lincoln in een reeks films. Ince begon rond 1910 met regisseren bij Vitagraph en werd in 1912 officieel bevorderd tot regisseur, hoewel hij gedurende zijn hele carrière nog steeds in veel films bleef acteren. Ince zou tussen 1910 en 1937 ongeveer 171 films regisseren en in diezelfde periode in ongeveer 110 films acteren.
Ince trouwde drie keer. Zijn eerste huwelijk met Lucille Lee Stewart, zus van actrice Anita Stewart, eindigde na vijftien jaar met een scheiding in 1925. Zijn tweede huwelijk met de Venezolaanse actrice Rosa Castro Martinez (artiestennaam Lucille Mendez), dochter van de Venezolaanse president Cipriano Castro, liep op de klippen in 1932 nadat ze hem ervan beschuldigd had haar carrière te schaden door haar te verbieden bepaalde jobaanbiedingen te accepteren. Kort nadat hij in 1932 voor een derde keer trouwde met Helen Ruth Tigges verhuisde het paar naar het Verenigd Koninkrijk om daar zijn filmwerk voort te zetten. Met zijn laatste vrouw had hij een kind dat slechts enkele maanden voor Ince's dood geboren werd.
Ralph Ince stierf op 10 april 1937 in Londen na een verkeersongeval waarbij zijn vrouw aan het stuur zat.

## Filmografie (selectie)

### Als regisseur
- The Mills of the Gods (1912)
- My Lady's Slipper (1916)
- The Conflict (1916)
- The Co-Respondent (1917)
- To-Day (1917)
- Our Mrs. McChesney (1918)
- The Panther Woman (1918)
- The Eleventh Commandment (1918)
- Five Thousand an Hour (1918)
- Sealed Hearts (1919)
- The Perfect Lover (1919)
- Red Foam (1920)
- Out of the Snows (1920)
- His Wife's Money (1920)
- Tropical Love (1921)
- The Highest Law (1921)
- After Midnight (1921)
- Remorseless Love (1921)
- A Man's Home (1921)
- Wet Gold (1921)
- A Wide Open Town (1922)
- Reckless Youth (1922)
- The Referee (1922)
- Counterfeit Love (1923)
- The Chorus Lady (1924)
- The House of Youth (1924)
- The Uninvited Guest (1924)
- Lady Robinhood (1925)
- Smooth as Satin (1925)
- Alias Mary Flynn (1925)
- The Better Way (1926)
- The Lone Wolf Returns (1926)
- Breed of the Sea (1926)
- The Sea Wolf (1926)
- Bigger Than Barnum's (1926)
- Home Struck (1927)
- South Sea Love (1927)
- Shanghaied (1927)
- Enemies of Society (1927)
- Not for Publication (1927)
- Coney Island (1928)
- Chicago After Midnight (1928)
- Hit of the Show (1928)
- The Wreck of the Singapore (1928)
- Danger Street (1928)
- A Real Girl (1929)
- Hurricane (1929)
- Lucky Devils (1933)
- Murder at Monte Carlo (1934)
- A Glimpse of Paradise (1934)
- Love at Second Sight (1934)
- What's in a Name? (1934)
- No Escape (1934)
- Crime Unlimited (1935)
- Rolling Home (1935)
- The Black Mask (1935)
- Blue Smoke (1935)
- Gaol Break (1936)
- Fair Exchange (1936)
- Twelve Good Men (1936)
- Jury's Evidence (1936)
- Hail and Farewell (1936)
- It's You I Want (1936)
- The Perfect Crime (1937)
- The Vulture (1937)
- Side Street Angel (1937)

### Als acteur
- Jean the Match-Maker (1910, kortfilm)
- A Tale of Two Cities (1911, kortfilm) – (niet vermeld)
- The Child Crusoes (1911, kortfilm)
- The Sins of the Mothers (1914) – Mr. Raymond
- The Land of Opportunity (1920) – Abraham Lincoln
- Out of the Snows (1920) – Robert Holliday
- The Bringers (1920)
- The Highest Law (1921) – Abraham Lincoln
- The Last Door (1921)
- Wet Gold (1921) – John Cromwell
- Channing of the Northwest (1922)
- Yellow Fingers (1926) – Brute Shane
- Bigger Than Barnum's (1926) – Carl Ravelle
- The Sea Wolf (1926) – 'Wolf' Larsen
- Breed of the Sea (1926) – Tod Pembroke, aka Captain Blaze Devine
- The Better Way (1926) – Billy
- Not for Publication (1927) – 'Big Dick' Wellman
- Shanghaied (1927) – Hurricane Haley
- Chicago After Midnight (1928) – Jim Boyd
- The Wreck of the Singapore (1928) – Kelsey
- Wall Street (1929) – Roller McCray
- The Big Fight (1930) – Chuck
- Numbered Men (1930) – 33410
- Little Caesar (1931) – Pete Montana
- Gentleman's Fate (1931) – Dante
- Hell Bound (1931) – Dorgan
- The Star Witness (1931) – 'Maxey' Campo
- The Big Gamble (1931) – Webb
- The Law of the Sea (1931) – Marty Drake
- Men of Chance (1931) – Farley
- The Big Shot (1931) – Butch (niet vermeld)
- Girl of the Rio (1932) – O'Grady
- The Hatchet Man (1932) – 'Big Jim' Malone (niet vermeld)
- Law and Order (1932) – Poe Northrup
- The Lost Squadron (1932) – Jettick
- The County Fair (1932) – Diamond Barnett
- State's Attorney (1932) – Defense Attorney
- The Mouthpiece (1932) – J.B. Roscoe
- The Tenderfoot (1932) – Dolan
- Gorilla Ship (1932) – Capt. 'Gorilla' Larsen
- Guilty as Hell (1932) – Jack Reed
- The Pride of the Legion (1932) – Klafki
- Malay Nights (1932) – Jack Sheldon
- Men of America (1932) – Cicero
- Havana Widows (1933) – G.W. 'Butch' O'Neill
- Love at Second Sight (1934) – Mackintosh
- No Escape (1934) – Lucky
- So You Won't Talk (1935) – Ralph Younger
- Rolling Home (1935) – Wally
- Blue Smoke (1935) – Al Dempson
- Gaol Break (1936) – Jim Oakley
- The Perfect Crime (1937) – Jim Lanahan